# James Bond (serie a fumetti)
James Bond (nota anche con il titolo Ian Fleming's James Bond 007) è una serie a fumetti scritta e disegnata da vari autori pubblicata dalla casa editrice statunitense Dynamite Entertainment.
Basata sull'omonimo personaggio dei romanzi dello scrittore britannico Ian Fleming, la serie ha esordito nell'autunno 2015 in concomitanza con l'uscita del film Spectre. L'edizione italiana, edita da Panini Comics, ha debuttato invece a novembre 2016. Nello stesso anno è stato annunciato uno spin-off con protagonista il personaggio di Felix Leiter. Lo spin-off a fumetti è stato scritto da James Robinson e disegnato da Aaron Campbell e ha debuttato a gennaio 2017.

## Trama

### VARGR
- Storia: Warren Ellis
- Disegni: Jason Masters

James Bond, l'agente segreto 007, è in Finlandia a Helsinki per vendicare la morte di 008 ucciso da un killer. Fatto fuori il criminale, Bond rientra a Londra e viene convocato da M che gli affida la missione che 008, poco prima di essere ucciso, stava svolgendo: scoprire chi c'è dietro alla produzione e diffusione di una nuova e pericolosa droga che pare arrivare da Berlino.
Arrivato nella città tedesca sotto il nome di Hutcheon, l'agente segreto viene recuperato da una donna di nome Dharma Reach, che si presenta come uno dei collaboratori della CIA e che dovrebbe scortare Bond nella base berlinale dell'MI6 situata in città. Purtroppo la Reach si rivela tutt'altro che un'alleata della CIA, in quanto è una killer che è stata assoldata per assassinare Bond. Infatti il tentativo della ragazza di far fuori James viene sventato proprio da quest'ultimo, che con uno stratagemma la fa fuggire. Giunto nella base, 007 viene accolto dal personale e recupera la sua Walther P99 che poco prima di partire in missione aveva consegnato a Q a causa dell' "Hard Rule", una legge che vieta di portare armi entro i confini del Regno Unito.
Fatto questo, Bond va alla Kurjak Medizine per incontrarne il direttore del medesimo centro, nonché l'informatore che collabora con i servizi segreti americani, ovvero Slaven Kurjak, un ricco scienziato serbo che si occupa di tecnologia avanzata e protesi all'avanguardia, la cui vita è stata segnata dagli eventi della guerra del Kosovo che gli hanno disabilitato due arti durante la sua esperienza nei campi di concentramento del suo paese quand'era giovane. Kurjak, che sembra essere a conoscenza della nuova droga che si sta diffondendo fra l'Europa e Londra, fornisce a James Bond l'indirizzo del laboratorio clandestino dedito alla produzione della sostanza stupefacente, che nel frattempo a Londra ha causato la morte di alcuni tossicodipendenti nel quartiere di Brixton.
Arrivato sul luogo indicatogli dallo scienziato, Bond scopre che al suo interno non risiede alcun laboratorio clandestino, ma un clan di criminali libano-tedeschi di Al-Zein. Capito di essere stato ingannato, l'agente segreto avverte l'MI6 e affronta i malviventi scoprendo in seguito che non sono affatto collegati al vero responsabile della diffusione della droga, cioè Slaven Kurjak, che nel frattempo si scopre essere lui dietro al tentato assassinio di Bond da parte di Dharma Reach, a sua volta al servizio del perfido scienziato assieme al suo partner Bryan Masters, un killer afflitto da anedonia chimica cronica. Proprio quest'ultimo, riceve da Kurjak l'ordine di uccidere 007 presso la base berlinale dell'MI6, dove Bond, secondo quanto affermato da Dharma che aveva pedinato l'agente verso il covo del clan criminale di Al-Zein, si sarebbe rigovernato.
Arrivato nell'edificio, Bryan non trova James, uccidendo però tutto il personale al suo interno. Poco dopo il killer si imbatte proprio in James Bond che era di ritorno da un bar per informare l'MI6 della situazione. Fingendosi anche lui un collaboratore della CIA, Masters avverte 007 che la base berlinale dell'MI6 è stata appena attaccata dai criminali di Al-Zein e gli propone come luogo sicuro di andare alla Kurjak Medizin per poter discutere sull'andamento della missione. Bond, che è segretamente consapevole che Masters è in cobutta con Slaven, accetta. Arrivati a destinazione, i due trovano l'intero personale dell'edificio senza vita, dovuto a un protocollo di sicurezza avviato da Kurjak in caso qualcuno dovesse spargere la voce sui suoi piani.
Entrati in una stanza del centro, Bond attacca Masters e durante lo scontro gli inietta una dose massiccia di ossitocina nella speranza di ottenere dal sicario l'informazione su dove sia andato Kurjak. In sovraccarico, e ormai in punto di morte, Bryan risponde all'agente segreto pronunciando continuamente una strana parola che sembra collegare a Slaven Kurjak: "VARGR". Morto Masters e ottenuta in parte l'informazione che cercava, James si avvia verso l'uscita della stanza, purtroppo sigillata. Scoperto di essere intrappolato, 007 tenta di aprire con la forza la porta di vetro anche con l'ausilio della sua pistola, ma senza risultati.
Fuori dall'ingresso della stanza, davanti agli occhi di Bond appare Slaven Kurjak che rivela all'agente segreto di essere lui il creatore della droga che sta causando danni al Regno Unito. Infatti lo scienziato ha inserito nella droga una malattia pericolosa causata da macrofagi instabili che avrebbero dovuto inglobare le cellule cancerogene e dare origine a un nuovo tipo di farmaco per il cancro. Tuttavia i macrofagi che avrebbero dovuto potenziare la cura, non hanno funzionato, permettendo alla cosa di divenire un virus letale che devasta tutti i corpi al suo interno e che si diffonde per via ematica e Slaven, vedendo in quel esito negativo l'esperienza vissuta nei campi serbi (perché come ha ammesso lui stesso ci lavorava) dove le vittime si ammalavano per via dell'acqua contaminata che erano costretti a bere, si convinse che l'intero pianeta dovesse essere un gigantesco campo di concentramento popolato da persone malate.
Dopo aver raccontato a 007 questa scioccante verità, ovvero la sua intenzione di far scoppiare un'epidemia mondiale, il folle scienziato abbandona James al suo destino: morire dentro nella stanza tramite un processo di sterilizzazione a trecento gradi centigradi che si è avviato mentre Bond e Kurjak discutevano. Dopo innumerevoli sforzi per uscire, James riesce a liberarsi e a fuggire dall'edificio che poco dopo esplode. Tornato a Londra, l'agente segreto riferisce quanto è accaduto a Berlino a M e quest'ultimo invita James a mantenere i contatti con l'MI5 che ha messo in quarantena i luoghi in cui la droga è stata diffusa. Mentre Bond è in cerca dell'MI5, viene attaccato nuovamente da Dharma intenzionata a ucciderlo definitivamente per aver ammazzato Bryan con il quale era anche sentimentalmente legata.
Uccisa la Reach che è esplosa sul Tamigi a causa del danneggiamento delle sue braccia artificiali durante lo scontro con Bond, 007, con l'aiuto di Bill Tanner, rintraccia Slaven Kurjak che si trova su una corazzata navale nota con il nome "HnoMS Vargr", situata a Utvær in Norvegia. Dopo essere stato dotato da Q di un fucile di fabbricazione russa, Bond parte per Utvær e si infiltra nella HnoMS Vargr, scoprendo che "VARGR" non è altri che il laboratorio segreto dove viene prodotta la pericolosa droga. Dopo aver piazzato delle bombe nella stiva della nave, James intenzionato a fermare una volte per tutte Kurjak, quest'ultimo gli scaglia addosso le guardie per poter fuggire.
Sterminate tutte le guardie e fatto esplodere la nave davanti agli occhi di Slaven, James lo raggiunge scoprendo i motivi che hanno portato lo scienziato a creare la cocaina. In senso metaforico Kurjak ammette di averla creata come arma di ricatto
per riavere indietro ciò che aveva perso negli anni in cui era nei campi di concentramento serbi. Compresa la cosa, ricordandosi che al suo primo incontro con lo scienziato, quest'ultimo indossava delle protesi particolari che gli rafforzavano il braccio e la gamba sinistra, Bond uccide Slaven con un colpo di pistola sulla fronte portando così a termine la missione di 008.

### Eidolon
- Storia: Warren Ellis
- Disegni: Jason Masters

In seguito agli eventi dell'esposizione di denaro nero trasferito dai canali di backdoor di una banca elettronica utilizzando un account della società legittima messa a fronte dell'imprese del suolo britannico, James Bond è a Los Angeles per recuperare una contabile forense radicata dal MI6 nel Consolato Turco per studiare il movimento finanziario del backchannel:   Cadence Birdwhistle, che è stata presa di mira da un sicario del Millî İstihbarat Teşkilatı e da altri furfanti della CIA dopo aver scoperto una falla. Dotato di armi a lui fornite dal suo fidato alleato della CIA, Felix Leiter, Bond affronta gli assalitori e trasporta Cadence dagli Stati Uniti a Londra.
Al loro arrivo all'Aeroporto di Heathrow, Bond e Cadence vengono attaccati da dei mercenari guidati da un uomo chiamato Beckett Hawkwood, ma tuttavia riescono comunque a sopravvivere a causa del loro contenimento nell'auto pesantemente blindata, che li riporta sani e salvi al quartiere generale dell' MI6 a Vauxhall. In colloquio di rapporto con M, Bond afferma che le armi usate su di loro dai mercenari sono delle C8 Carbines dotate di UGLs che sono elementi di trasmissione standard della SAS e del SBS, entrambi finanziati dal MI5. Essi hanno anche scoperto che il funzionamento dei trasferimenti finanziari di denaro nero sono etichettati sotto il nome di "Eidolon", che incuriosisce M nel sospettare che ci possa essere un'ovvia connessione con una precedente organizzazione nemica.
Nel frattempo, con l'aiuto di Bill Tanner, Cadence scopre l'intera catena delle transazioni di Eidolon che vengono spostate attraverso i canali di copertura profonda dell' MI5 fino all'ultima fermata che è il Box Tunnel da cui il servizio di intelligence nazionale del paese attira un'amministrazione. M manda 007 in una missione fuori registro per infiltrarsi nel tunnel e indagare sugli avvenimenti all'interno, dove lo stesso Bond scopre un attacco in corso pianificato da un gruppo di società segrete.
Dopo aver affrontato in uno scontro a fuoco Hawkwood che riesce a fuggire, Bond rapisce uno dei suoi tirapiedi feriti e ottiene informazioni su di lui riguardo all'entità di Eidolon. 
Si scopre che il sospetto di M sulle mancanze era giusto, poiché Eidolon si rivela essere un sistema Stay-behinds della SPECTRE avviato durante la seconda guerra mondiale, insieme all'esposizione dell'identità di Hawkwood, un ex apparente eroe di guerra, ritenuto come una delle quattro principali risorse globali dell'operazione.
L'agente dell'MI5, Eve Sharma si avvicina a Bond in missione per discutere l'esistenza di un'operazione anomala in una cellula segreta all'interno della sua organizzazione, alla quale Bond la informa della verità e del coinvolgimento dello Stay-behinds della SPECTRE. 
Il giorno dopo, M, in compagnia di Cadence e Moneypenny, incontra il capo dell' MI5, Sir Stephen Mackmain e l'Intelligence Services Commissioner per discutere l'irrilevanza dell'"Hard Rule", una politica che impedisce agli agenti dell' MI6 di portare armi da fuoco sul suolo britannico (già  apparsa in VARGR).
Durante l'accesa conversazione tra M e Mackmain, la cui ipocrisia nella formazione del regolamento era in superficie, quest'ultimo svela i suoi veri piani e prende M e il resto dell'equipaggio come ostaggio, con Hawkwood stesso che elimina l'unità anti-terrorismo della Polizia Metropolitana di Londra. Lo scopo di Mackmain è di far risorgere la SPECTRE e assumere sia ruoli di intelligence nazionali che stranieri in tutto il mondo. Appena in tempo, Bond ed Eve attaccano la squadra di Hawkwood e invadono la struttura dove avviene una sparatoria, nella quale Mackmain muore.
Hawkwood, tuttavia, fugge e Bond lo affronta nuovamente in un intenso inseguimento in auto, nel quale Hawkwood riesce ancora una volta a farla franca. Raggiungendo il proprio punto di estrazione, Hawkwood si prepara a schierare una bomba a vuoto volumetrica presso le Camere del Parlamento per annunciare il ritorno di SPECTRE. Prima di scatenare la catastrofe, intende anche assassinare Cadence per farla tacere e impedirle di testimoniare contro Mackmain in un processo politico. Ma viene presto scoperto da Bond, che lo insegue per le strade di Londra con Hawkwood al volante di un camion che trasporta la bomba ad aria compressa, cercando di entrare nel quartier generale dell'MI6 e far detonare la bomba lì.
007 sabota il camion, e continua l'assalto a piedi quando i due uomini si lanciano in una violenta scazzottata, con Hawkwood che sta quasi guadagnando il sopravvento. Bond, al momento giusto, riesce a ferire Hawkwood con un coltello e lo manipola a prendere la propria vita con autocommiserazione mentre Bond lo guarda da lontano, fumando la sigaretta in sollievo dopo aver sventato l'attacco.

### Hammerhead
- Storia: Andy Diggle
- Disegni: Luca Casalanguida

## Edizioni italiane
- Warren Ellis, James Bond - Vargr, illustrazioni di Jason Masters, Panini Comics, 2016  [2015], ISBN 978-88-912-2169-8.
- Warren Ellis, James Bond - Eidolon, illustrazioni di Jason Masters, Panini Comics, 2017  [2016], ISBN 978-88-912-2710-2.
- Andy Diggle, James Bond - Hammerhead, illustrazioni di Luca Casalanguida, Panini Comics, 2017  [2016], ISBN 978-88-912-3334-9.